# Arkadiusz Rogowski
Arkadiusz Rogowski (ur. 30 marca 1993) – polski lekkoatleta specjalizujący się w rzucie młotem.

## Kariera sportowa
Zawodnik klubów: AZS-AWF Warszawa (2007-2012), RKS Skra Warszawa (od 2013). Pięciokrotny brązowy medalista mistrzostw Polski (2015, 2016, 2017, 2018, 2019). Trzykrotny młodzieżowy mistrz Polski (2013, 2014, 2015). Uczestnik młodzieżowych mistrzostw Europy (2013 – 10. miejsce, 2015 – 9. miejsce). Rekord życiowy 73,10 (2015).